# Hans Reimarus
Hans Reimarus (* 2. April 1843 in Berlin; † 19. Juni 1902 in Luzern, Schweiz) war ein deutscher Buchhändler in Berlin.

## Leben
Der Vater Carl Reimarus (1812/13–1849) war Eigentümer der Gropius'schen Buch- und Kunsthandlung in Berlin. Nach dessen frühem Tod zog die Mutter mit dem Jungen nach Bromberg, wo er am Realgymnasium 1862 das Abitur ablegte. Danach ging Reimarus zum Buchhändler Eduard Weber in Bonn in die Lehre.
1865 wurde er Gehilfe in Prag, musste die Stadt aber im folgenden Jahr wegen des Preußisch-Österreichischen Krieges verlassen. 
Er arbeitete daraufhin bei den Buchhändlern Georg & Co in Genf und bei Asher & Co in Berlin. 1871 musste er als Soldat in den Krieg gegen Frankreich ziehen.
Am 1. Januar 1872 wurde Hans Reimarus Teilhaber der Nicolaischen Buchhandlung in Berlin bei seinem Onkel Fritz Borstell. Dieser hatte dort die größte und bedeutendste Leihbücherei Deutschlands aufgebaut. Reimarus war vor allem für den Buchhandlungsbereich verantwortlich. Nach dem Tod von Borstell 1896 wurde er alleiniger Leiter. Am 1. Januar 1901 wurde Reinhold Borstell Miteigentümer.
Hans Reimarus war Vorstandsmitglied der Korporation Berliner Buchhändler und Vorsitzender des Sortimentervereins. 1884 gründete er mit Rudolf Ludwig Prager das Berliner Vereinssortiment und wurde dessen Vorsitzender.
Die Nicolaische Buchhandlung Borstell & Reimarus trägt bis heute seinen Namen.